# Туркестан (Оренбургская область)
Туркеста́н — хутор в Саракташском районе Оренбургской области, входит в состав Надеждинского сельсовета.

## География
Хутор расположен на расстоянии примерно 31 км (по прямой) на север-северо-запад от посёлка Саракташ.

## Население
| 2010 |
| ---- |
| 2    |

Постоянное население составляло 10 человек в 2002 году (русские 100 %), 2 человека по переписи 2010 года.